# The Flying Saucer
The Flying Saucer è un film del 1950, diretto da Mikel Conrad, con Roy Engel. 

## Trama
Mike Trent viene inviato in Alaska per indagare su alcuni avvistamenti di UFO: i servizi segreti americani temono infatti che, se realmente esistenti, i dischi volanti, con la loro velocità elevata e la loro maneggevolezza, potrebbero servire ad una potenza nemica per alloggiarvi bombe e dominare in tal modo lo scenario internazionale della guerra fredda.
Mike, che è nativo dell'Alaska, pur essendovi assente da qualche tempo, è dunque conoscitore del posto, e si reca quindi in incognito nel casotto di caccia di famiglia, ora abitato dal nuovo custode Hans, sulle rive di uno specchio d'acqua presso il ghiacciaio Taku, accompagnato dall'agente governativo Vee Langley, che figura come la sua infermiera personale che lo assisterebbe nella convalescenza a seguito di un suo esaurimento nervoso.
Nella città di Juneau Mike incontra il suo vecchio amico Matt Mitchell, che è a contatto, per motivi commerciali, con alcuni stranieri, che si rivelano essere in realtà spie sovietiche, interessate all'acquisizione del disco volante, che esiste veramente ed è stato progettato e costruito dal dottor Lawton, l'aiutante del quale, Turner, con simpatie comuniste, è disposto a vendere alle spie.
Matt viene casualmente a conoscenza degli intenti del gruppo di spie, che per questo lo eliminano, senza però riuscire ad evitare che la località dove l'aviogetto era nascosto, i laghi Twin Lakes, venisse a conoscenza di Mike. Dopo che quest'ultimo si sincera della presenza del disco volante, Hans tenta di ucciderlo, rivelandosi in tal modo come complice dell'organizzazione spionistica.
Il dottor Lawton si unisce a Mike e Vee, ma i tre vengono catturati dalle spie: durante il tragitto verso i Twin Lakes attraverso un tunnel segreto sotto il ghiacciaio, a seguito di un conflitto a fuoco la galleria collassa. Lawton, Mike e Vee si salvano, ma egualmente si salva Turner, che si impossessa del disco volante e decolla con esso alla volta dell'Unione Sovietica, paese che non riesce a raggiungere perché il velivolo esplode in volo, grazie ad una carica che Lawton vi aveva posto proprio in previsione di un tentato furto da parte del nemico.

## Produzione
Il film è stato il primo lungometraggio ad affrontare la allora nuova e scottante tematica degli UFO. I dischi volanti, intesi come astronavi extraterrestri, furono avvistati il 24 giugno 1947 dall'aviatore Kenneth Arnold, che riferì di aver visto nove oggetti dalla lucentezza metallica a forma di mezzaluna volare in formazione compatta. Un redattore di un quotidiano coniò l'espressione "dischi volanti" (flying saucers), che riuscì ad accattivarsi le simpatie del pubblico. Il film non va confuso col successivo La Terra contro i dischi volanti, di Ray Harryhausen, della Columbia Pictures.
Le riprese principali di The Flying Saucer ebbero luogo presso gli Hal Roach Studios a fine settembre/inizio ottobre 1949. Materiale addizionale venne ottenuto in location in Alaska dove, secondo un articolo del Los Angeles Herald Examiner del 21 settembre 1949, Mikel Conrad asserì di aver filmato dei veri dischi volanti durante le riprese di Caccia all'uomo nell'artide (Artic Manhunt) nell'inverno del 1947.
Nel film, un'avvertenza prima dei titoli di testa recita: "Si ringraziano le autorità preposte la cui collaborazione ha reso possibile la realizzazione di The Flying Saucer". Il messaggio costituisce una velata allusione ad eventuali filmati ufficiali governativi, che tuttavia non appaiono in nessuna parte del film.

## Accoglienza
The Flying Saucer, a motivo del suo budget di realizzazione ristretto, com'era tipico dei B-movie, è stato inevitabilmente destinato ai gradini inferiori della distribuzione cinematografica e ai drive-in. Il critico cinematografico Bosley Crowther del New York Times ha rilevato: "Il "disco volante" ("The Flying Saucer") ha sorvolato ieri il cinema Rialto, e, per quanto ci consta, a parte alcune inquadrature di paesaggi alaskani, può continuare altrove il suo volo". 

## Distribuzione
La prima proiezione ebbe luogo il 4 gennaio 1950 al cinema Rialto di New York, distribuito dalla Film Classics Inc.; una nuova distribuzione ebbe luogo nel 1953 da parte della Realart Pictures Inc., in un "pacchetto" doppio contenente anche L'uomo elettrico, un film della Universal Pictures del 1941. I titoli utilizzati per la distribuzione in Spagna e Venezuela furono El platillo volante (o anche El disco volador e El platillo volador).
I diritti per The Flying Saucer sono stati detenuti fino al 1977 da Wade Williams; copyright rinnovato il 29 novembre 1977 (R 677308, Library of Congress Copyright Office).